# Luciano Manara

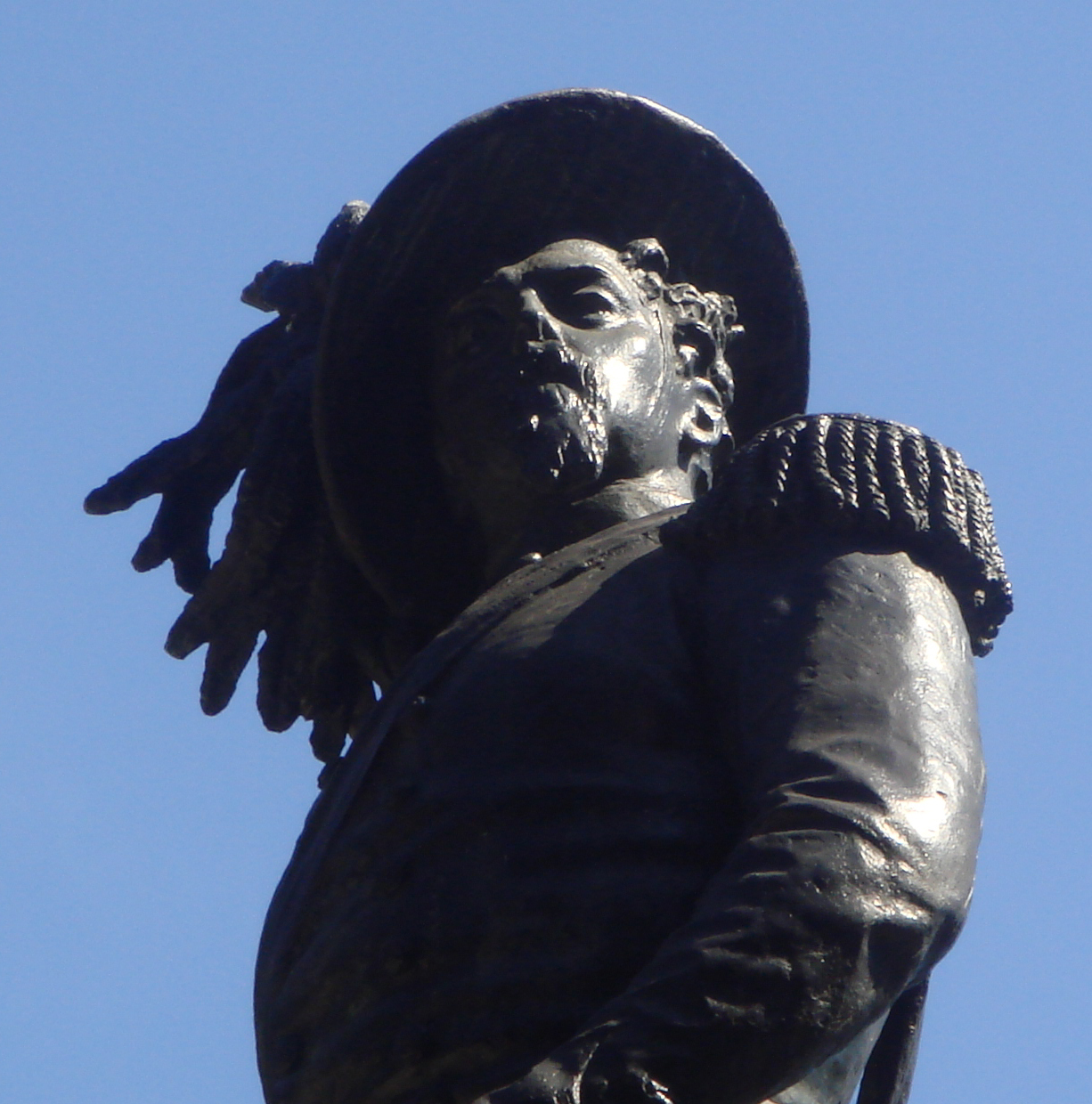
Monumento a Luciano Manara em Milão, por Francesco Barzaghi.

Luciano Manara (Milão, 23 de março de  1825 – Roma, 30 de junho de 1849) foi um militar e político italiano que lutou durante o Risorgimento. 
Amigo de Carlo Cattaneo, participou nos Cinco Dias de Milão, liderando, entre outras coisas, a operação que levou à tomada da Porta Tosa. Depois tomou parte na Primeira Guerra de Independência Italiana, tendo organizado um grupo de 500 voluntários. Com o retorno dos austríacos, exilou-se em Piemonte, onde foi nomeado chefe do corpo de bersaglieri, com os quais lutou no Pó e em La Cava (depois chamada Cava Manara em sua homenagem).  

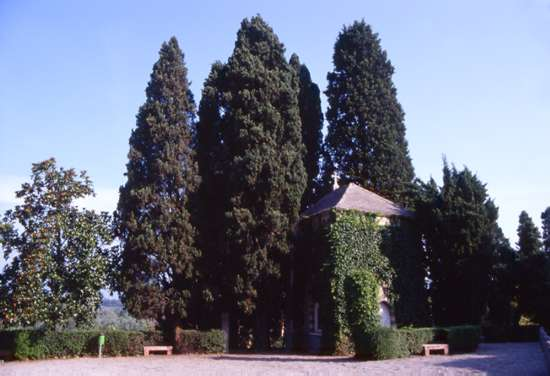
Tumba de Luciano Manara em Barzanò.

Em 29 de abril, desembarcou no porto de Anzio junto com 600 homens do batalhão lombardo Bersaglieri, por ele comandado. Lutou na defesa da  República Romana de 1849, além de ter sido chefe do Estado-Maior de Giuseppe Garibaldi. Morreu na batalha de Villa Spada em 30 de junho. Seu funeral foi feito na igreja de  San Lorenzo in Lucina.